# Jarawa (Sprache)
Jarawa (auch bekannt als Jar, Jara, Jaranchi und Jarawan Kogi) ist eine Semibantu-Sprache in Nigeria, also eine bantoide Sprache, welche nicht zu den Bantusprachen zählt.
Sie ist die Vertreterin der jarawoiden Sprachen mit den meisten Sprechern Ostnigerias. Die Dialekte der Sprache sind Bankal (Bankala, Baranci oder Zhar), Ligri, Kanam, Bobar und Gingwak (Gwak, Jarawan Bununu oder Jaracin Kasa).
Die Sprache hat keinen offiziellen Status in Nigeria und wird daher auch nicht aktiv staatlicherseits gefördert, was dazu führt, dass die Sprache durch die seit der britischen Kolonialzeit alleinige Amtssprache des Landes, Englisch, verdrängt wird. 

## Quelle
- Ethnologue-Bericht über Jarawa